# ウズマキゴカイ属
ウズマキゴカイ属（渦巻沙蚕属）(Neodexiospira) はカンザシゴカイ科ウズマキゴカイ亜科に属する小型で渦巻き状のゴカイの属で、種としてはNeodexiospira foraminosa がウズマキゴカイと呼ばれる。

## 形態
直径2mm程度の石灰質の渦巻き型の棲管をつくってその中で生活する。管口は直径約0.5mm, 棲管の厚さは約0.1mm。先端に鰓冠をもち、鰓糸のうちのひとつは先端が平たくなり蓋となる。渦巻きの向きは、巻貝で言うと底面から見た場合のように、あるいは開口部から渦の中心に向かってどちら巻きであるかによって命名され、本属のように上から見て左巻きの種は右旋と呼ばれる。

## 生態
潮間帯の岩礁や貝の表面に固着して多数が密生する。鰓冠を出して海水中のプランクトンや貝の糞を捕食する。もともと雌雄同体であるが成長して互いに雌あるいは雄として働く可能性がある。受精卵は幼生が着床できるほど成長するまで棲管内で保育される。オカダウミウシの餌となることがある。

## 分布
豪州、欧州、北米東西岸、日本など。

## 種
この属にふくまれる種として以下が知られている。
- Neodexiospira alveolata (Zachs, 1933)
- Neodexiospira brasiliensis (Grube, 1872) 南北アメリカなどに生息するが、インド-太平洋からの侵入種と考えられている[5]。
- Neodexiospira foraminosa (Bush in Moore & Bush, 1904): ウズマキゴカイ、日本に生息[4]。
- Neodexiospira formosa (Bush, 1905): 本属のタイプ種。
- Neodexiospira kayi (Knight-Jones, 1972)
- Neodexiospira lamellosa (Lamarck, 1818)
- Neodexiospira pseudocorrugata (Bush, 1905)
- Neodexiospira steueri (Sterzinger, 1909)
- Neodexiospira tambalagamensis Pillai, 1970
- Neodexiospira turrita (Vine, 1972)

（化石種）
- Neodexiospira ferlinghettii Kočí, Goedert & Buckeridge, 2022 †[7]
- Neodexiospira vanslykei Kočí, Goedert & Buckeridge, 2022 †

## 化石
始新世の北米の地層から化石が見つかっている。

## 類似の属
- Spirorbis: Spirorbis spirorbis は欧州の海藻上に生息し、棲管は左旋で径は約4mm以下[8]。
- Paradexiospira: 北極海に生息し、棲管は本属と同様に右旋。Circeini族[9]。